# Marzena Kłuczyńska
Marzena Kłuczyńska (ur. 31 sierpnia 1984) – polska lekkoatletka specjalizująca się w biegach długich i ulicznych.

## Kariera
Od początku swojej kariery występowała na długich dystansach. W 2003 zdobyła dwa złote medale (3000 m i 5000 m) w mistrzostwach Polski juniorów w Zamościu. Rok później, na młodzieżowych mistrzostwach Polski w Gdańsku wywalczyła tytuł mistrzowski w biegu na 5000 m. W 2005, jeszcze jako młodzieżowiec, wystartowała w seniorskich mistrzostwach Polski w Białej Podlaskiej, zajmując drugie miejsce. W tym samym roku uplasowała się na siódmej pozycji w młodzieżowych mistrzostwach Europy w Erfurcie, na dystansie 10000 m. Już jako seniorka, w 2008, zajęła trzecie miejsce w mistrzostwach Polski w półmaratonie, natomiast rok później drugie, w tych samych zawodach.

## Rekordy życiowe
| Konkurencja      | Rezultat | Data             | Miejsce      |
| ---------------- | -------- | ---------------- | ------------ |
| Bieg na 400 m    | 63,30    | 23 maja 2008     | Poznań       |
| Bieg na 800 m    | 2:11,48  | 14 września 2002 | Białystok    |
| Bieg na 1000 m   | 2:52,72  | 8 maja 2004      | Police       |
| Bieg na 1500 m   | 4:22,92  | 3 sierpnia 2003  | Sopot        |
| Bieg na 3000 m   | 9:25,00  | 18 czerwca 2005  | Białogard    |
| Bieg na 5000 m   | 16:25,20 | 2 lipca 2004     | Bydgoszcz    |
| Bieg na 10 000 m | 34:02,29 | 7 maja 2005      | Międzyzdroje |
| Półmaraton       | 1:15:15  | 29 marca 2009    | Poznań       |
| Maraton          | 2:40:17  | 2 maja 2010      | Hanower      |